# Șerban-Cezar Strătilă
Șerban-Cezar Strătilă (n. 10 octombrie 1967) este un fost senator român în legislatura 2004-2008 ales în județul Neamț pe listele partidului PNL. În cadrul activității sale parlamentare, Șerban-Cezar Strătilă a fost membru în grupurile parlamentare de prietenie cu Republica Arabă Siriană, Ucraina și Ungaria. Șerban-Cezar Strătilă  a înregistrat 63 de luări de cuvânt în 44 de ședințe parlamentare și a inițiat 19 propuneri legislative din care 6 au fost promulgate legi. Șerban-Cezar Strătilă  a fost membru în comisia pentru sănătate publică (din feb. 2007, Președinte din mar. 2007) și în comisia economică, industrii și servicii (până în feb. 2007).    